# Saba Sahar
Saba Sahar est une actrice et réalisatrice afghane, née en 1975 à Kaboul.

## Biographie
Saba Sahar est née en 1975 à Kaboul où elle grandit,.
Son premier film, The Law, présenté en avant-première à Kaboul en 2004 remporte un succès inattendu en Afghanistan, dépassant les classiques de Bollywood.
En 2011, elle tient le premier rôle de Traumfabrik Kabul (Kabul Dream Factory), sélectionné à la Berlinale.
Le 25 août 2020, elle est blessée lors d'une attaque ciblée contre elle,.

## Filmographie
Sauf indication contraire, les informations mentionnées dans cette section peuvent être confirmées par les bases de données cinématographiques IMDb et Allociné,  présentes dans la section « Liens externes ».

### Réalisatrice
- 2004 : The Law[3]

### Actrice
- 2004 : Kurbani (court métrage)
- 2011 : Traumfabrik Kabul